# Герб Сертана
Ге́рб Серта́на — офіційний символ містечка Сертан, Португалія. Використовується як територіальний герб. У червоному щиті срібна вежа з чорними вікнами і брамою. У главі щита чорна пательня (порт. sertã), обабіч якої червоний тамплієрський хрест праворуч і червоний мальтійський хрест ліворуч. Низ щита перетятий вилкоподібно трьома хвилястими смугами — срібною, синьою і срібною. Щит увінчує срібна мурована містечкова корона з чотирма вежами.  Під щитом біла стрічка, на якій великими літерами напис латинською і португальською: «sartago sternit sartagine hostes; vila da Sertã» (Сертан (пательня) валить ворогів пательнею; містечко Сертан).  Офіційно затверджений 23 січня 1936 року.  

## Галерея

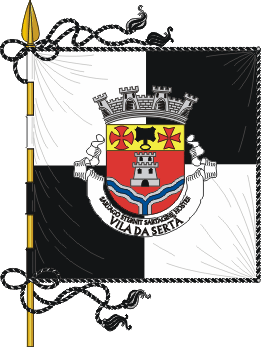
Прапор